# Cornelius Jan van der Horst
Cornelius Jan van der Horst (* 11. Mai 1889 in Amstelveen, Niederlande; † 10. Oktober 1951 in Johannesburg, Südafrika), bisweilen auch als Cornelis J. van der Horst zitiert, war ein niederländischer Biologe, der sich sowohl in den Niederlanden als auch in Südafrika hauptsächlich mit der Meeresbiologie und der Embryologie beschäftigte.

## Leben
Van der Horst absolvierte ein Studium der Botanik und Zoologie an der Universiteit van Amsterdam, wo er zunächst als Assistent in der Botanischen Abteilung unter der Leitung von Hugo de Vries tätig war. Anschließend assistierte er Max Wilhelm Carl Weber im Zoölogisch Museum Amsterdam und wurde 1917 zum Hauptassistenten für allgemeine Zoologie ernannt. Im Jahr 1916 verteidigte er seine Dissertation mit dem Titel De motorische kernen en banen in de hersenen der visschen. Hare taxonomische waarde en neurobiotactische beteekenis (deutsch: „Die motorischen Kerne und Bahnen im Gehirn der Fische. Ihr taxonomischer Wert und ihre neurobiotaktische Bedeutung“). Die Forschungsarbeiten für diese Dissertation fanden am Niederländischen Zentralinstitut für Hirnforschung unter der Leitung von Cornelius Ubbo Ariëns Kappers statt. Im Jahr 1925 wurde van der Horst zum stellvertretenden Direktor des Instituts ernannt.
1928 ging er nach Südafrika, wo er eine Stelle als Senior Lecturer in Zoologie an der Witwatersrand-Universität in Johannesburg antrat. 1932 wurde er zum Professor für Zoologie an dieser Universität befördert.
Die frühen wissenschaftlichen Arbeiten von van der Horst fokussierten sich auf die Anatomie des Nervensystems von Fischen, zu denen er mehrere Veröffentlichungen verfasste. Parallel dazu entwickelte er ein wachsendes Interesse an Korallen und publizierte eine Monographie über die Familien Fungiidae, Agariciidae und Eupsammiidae, die im Rahmen der Siboga-Expedition gesammelt wurden. Zudem verfasste er eine wissenschaftliche Arbeit über die Familie Agariciidae, welche im Rahmen einer Expedition der Linnean Society of London, unterstützt durch den Percy Sladen Memorial Trust, untersucht wurde. Im Jahr 1920 reiste van der Horst nach Curaçao, um die marine Fauna zu untersuchen. Aufgrund seiner umfassenden Studien an Korallenskelette suchte er die Möglichkeit, lebende Organismen zu beobachten. In der ehemaligen Quarantänestation auf der Insel nutzte er ein Glasboden-Kasten zur Faunabeobachtung, wobei ihm die Forschung durch die Leihgabe eines Tauchanzugs durch den Leiter der öffentlichen Arbeiten erheblich erleichtert wurde. Während seines Aufenthalts auf Curaçao trug er eine große Sammlung von Proben zusammen, die von mehr als zwanzig Spezialisten untersucht wurden und zu zahlreichen Abhandlungen führten. Van der Horst schrieb einen Reisebericht, in dem er die Orte beschrieb, an denen er seine Exemplare gesammelt hatte, und später veröffentlichte er eine Liste der Korallen mit Anmerkungen zu ihrer Morphologie. Zur gleichen Zeit bearbeitete er Arbeiten über die Eichelwürmer (Enteropneusta), eine Tiergruppe, über die er eine Reihe von Publikationen veröffentlichen sollte. Bei seinen Forschungen über die Eichelwürmer bewies er eine gründliche Kenntnis der Literatur sowie ein klares Verständnis der komplexen Anatomie und Morphologie dieser Gruppe, so dass er bald als eine der führenden Autoritäten auf dem Gebiet der Eichelwürmer anerkannt und ihm 2010 die neue Gattung Horstia gewidmet wurde. Ebenfalls auf Curaçao sammelte er unter anderem das Typusexemplar einer neuen Grundelart, die 1922 nach ihm benannt wurde, Elacatinus horsti Metzelaar. Weitere nach van der Horst benannte Arten sind der Bandwurm Micrura vanderhorsti, die Mangrovenqualle Cassiopea vanderhorsti und der Eichelwurm Saccoglossus horsti.
Nach seiner Reise nach Curaçao setzte van der Horst seine Forschungen zur Gehirnanatomie für einige Monate bei Charles Judson Herrick an der University of Chicago fort. Sein anhaltendes Interesse an diesem Gebiet zeigte sich einige Jahre später, als er nach Stockholm ging, um gemeinsam mit Nils Holmgren die Anatomie des Gehirns von Australischen Lungenfisches zu untersuchen. Zudem schrieb er mehrere Kapitel in Heinrich Georg Bronns Werk Klassen und Ordnungen des Thier-Reichs, wissenschaftlich dargestellt in Wort und Bild, und er trug ein Kapitel über Spinalnerven zum Handbuch der Vergleichenden Anatomie der Wirbeltiere bei.
In Südafrika setzte van der Horst seine Forschungen auf dem Gebiet der systematischen Zoologie fort und veröffentlichte zahlreiche Artikel über Eichelwürmer, Korallen und neue und bemerkenswerte Fische aus Südafrika sowie einige Arbeiten zur Systematik der Säugetiere. Zu dieser Zeit begann er, Material zu sammeln, um die Embryologie der Säugetiere zu erforschen. Zwischen 1940 und 1946 veröffentlichte er zusammen mit Joseph Gilman eine Reihe von Artikeln über die Embryologie der heute als Afrotheria bezeichneten Überordnung afrikanischer Säugetiere wie Erdferkel, Goldmulle und Elefantenspitzmäuse, deren Arbeit für die Klärung der Systematik dieser Säugetiere von Bedeutung war. Der Besuch auf Curaçao hatte sein lebenslanges Interesse an der Meeresbiologie geweckt. In Südafrika führte er mit seinen Studenten Expeditionen zur Insel Inhaca durch, wo nach und nach eine kleine meeresbiologische Station entstand, die van der Horst in Zusammenarbeit mit den portugiesischen Kolonialbehörden in Mosambik aufbaute. Er war maßgeblich an der Organisation der Erforschung der fossilen Reptilien und Säugetiere Südafrikas beteiligt und stellte die Verbindung zwischen der Universität Witwatersrand und dem Bernard Price Institute for Palaeontological Research her, wo van der Horst als Honorardirektor fungierte.
Van der Horst war Mitglied der Royal Society of South Africa, ab 1950 korrespondierendes Mitglied der Königlich Niederländischen Akademie der Künste und Wissenschaften, ausländisches Mitglied der Norwegischen Akademie der Wissenschaften, Mitglied des Institute International d’Embryologie sowie korrespondierendes Mitglied der Zoological Society of London. Die Königlich Schwedische Akademie der Wissenschaften verlieh ihm 1950 eine Goldmedaille zum Gedenken an Carl von Linné.